# Dionysiaques
Pour les articles homonymes, voir Dionysiaque.

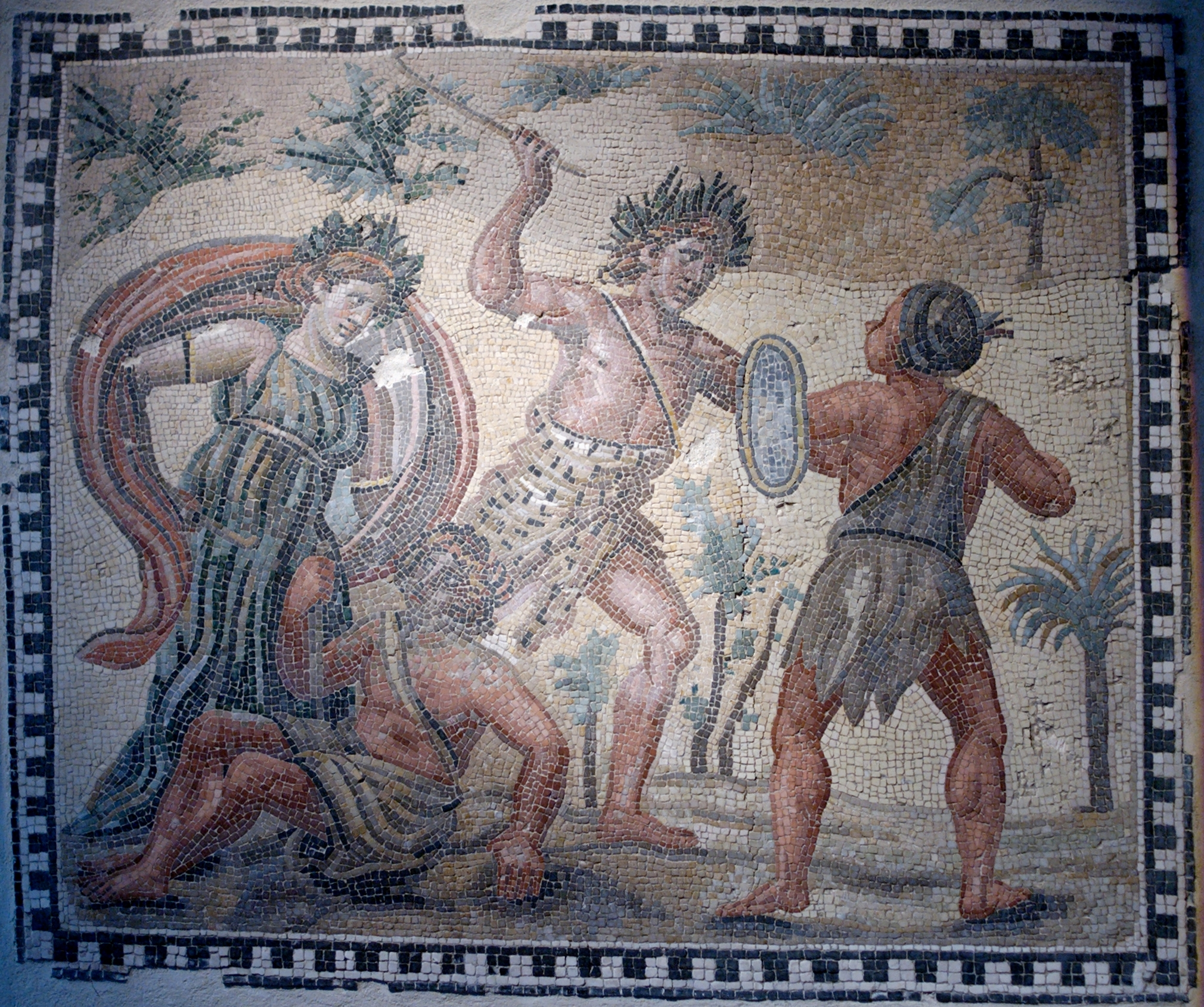
Mosaïque de Tusculum représentant le combat entre Dionysos et les Indiens, œuvre romaine, première moitié du IVe siècle

Les Dionysiaques (en grec ancien Διονυσιακά / Dionysiaká) sont une épopée en hexamètres dactyliques du poète antique grec Nonnos de Panopolis, divisée en quarante-huit chants et composée probablement entre 450 et 470. L'épopée relate les origines, l'enfance et les exploits du dieu Dionysos, en particulier sa conquête de l'Inde.

## Composition
Les Dionysiaques comprennent deux fois 24 chants, allusion évidente à Homère puisque l'Iliade et l'Odyssée comportent 24 chants depuis l’époque hellénistique.
La composition du poème suit les règles édictées par le rhéteur Ménandre de Laodicée (fin du IIIe siècle) pour l’éloge d’un souverain :
- chants I à V : évocation de la patrie de Dionysos et de ses ancêtres (légende de Cadmos) ;
- chant VI : légende de Zagreus, le premier Dionysos mystique, dont Bacchus est la réincarnation (légende égyptienne inspirée par le mythe d’Osiris) ;
- chants VII à VIII : naissance de Dionysos ;
- chants IX à XII : enfance du dieu ;
- chants XIII à XL : guerre des Indes ;
- chants XLI à XLVIII : retour du dieu, union avec Aura d’où nait Iacchos, le troisième Dionysos.

## Résumé

### Chants I à V: patrie et ancêtres de Dionysos
Chant I. Le poète invoque les Muses, s'adresse à Protée et indique qu'il entreprend de chanter les exploits du dieu Dionysos dans un style varié (poikilia ποικιλία). L'histoire commence avec les origines de Dionysos : Zeus enlève Europe et le père de celle-ci ordonne à Cadmos (grand-père maternel de Dionysos) de partir à sa recherche. Pendant que Zeus est distrait et fait l'amour avec la nymphe Ploutô, le monstrueux Typhon, sur les ordres de sa mère Gaia, subtilise les armes de Zeus (son foudre) et tente de dominer le monde, causant chaos et destruction partout où il s'avance. Zeus, qui est désormais en train de faire l'amour avec Europe, comprend le danger et appelle à son aide Pan, Éros et Cadmos. Pan procure à Cadmos un déguisement de pâtre : il est supposé charmer Typhon avec un chant pastoral et l'aide d'Éros tandis que Zeus récupèrera ses armes. Typhon est si enchanté par la chanson de Cadmos qu'il lui promet tout ce qu'il voudra en échange, sans s'apercevoir que Cadmos chante la façon dont Typhon sera vaincu par Zeus.
Chant II. Zeus dérobe son foudre à Typhon et emmène Cadmos en lieu sûr. Lorsque Typhon s'aperçoit de la disparition de Cadmos et des armes de Zeus, il s'attaque au cosmos entier à l'aide de ses poisons et de ses animaux, semant une nouvelle fois le chaos et la destruction sur son chemin. Pendant la nuit, Nikè (la Victoire personnifiée) encourage Zeus à combattre Typhon. Au matin suivant, Typhon défie Zeus au combat, mais est vaincu par lui après un long combat qui affecte tout le cosmos. Tandis que la terre guérit après le combat, Zeus promet à Cadmos la main d'Harmonie, fille d'Arès et d'Aphrodite, et lui ordonne de fonder Thèbes.

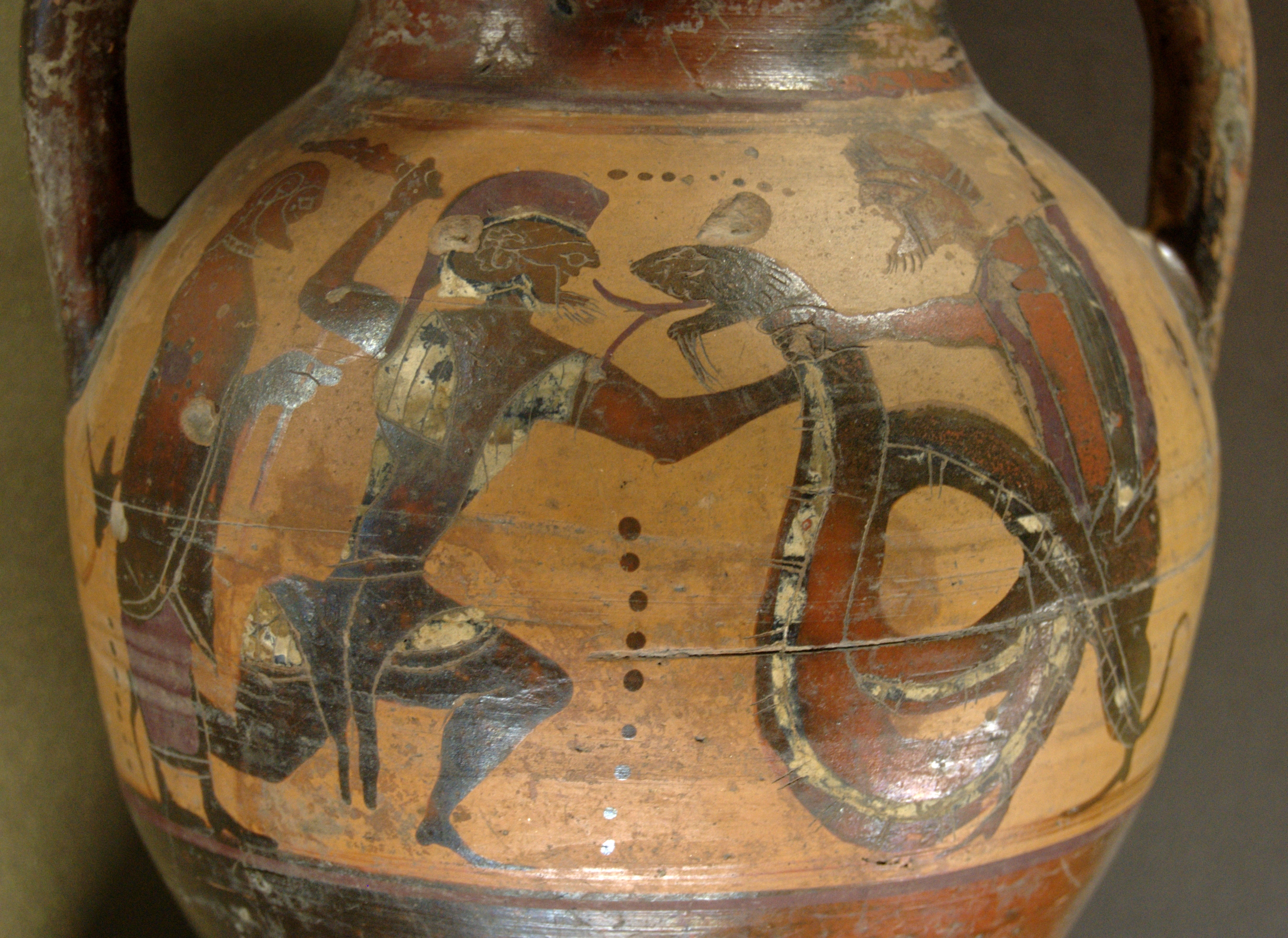
Cadmos et le dragon. Amphore à figures noires d'Eubée, v. 560-550 av. J.-C.. Musée du Louvre (E 707).

Chant III. Cadmos, sur son navire, s'aventure en mer et s'arrête à Samothrace, où Harmonie vit en compagnie de sa mère adoptive Électre et de son beau-frère Émathion. Cadmos les rejoint dans leur palais somptueux et explique à Électre son ascendance. Hermès demande à Électre de donner sa fille Harmonie en mariage à Cadmos sans dot.
Chant IV.
Harmonie refuse d'épouser Cadmos parce qu'elle le trouve trop pauvre, mais Aphrodite prend la forme de Peisinoé, une jeune femme du voisinage, et fait l'éloge de Cadmos pour convaincre la future mariée. Convaincue, Harmonie quitte Samothrace de son plein gré avec Cadmos, qui l'emmène en Grèce. Cadmos consulte l'oracle de Delphes qui lui conseille de suivre une génisse jusqu'à ce qu'elle tombe de fatigue, et de fonder alors Thèbes à cet endroit. Parvenu au bon endroit, Cadmos doit tuer le dragon d'Arès (ce qui lui attire la colère du dieu), puis il sème ses dents et récolte la moisson d'hommes-semés.
Chant V.
Cadmos fonde Thèbes et consacre les sept portes de la ville à sept divinités et planètes. Les dieux assistent à son mariage avec Harmonie et les enrichissent de leurs présents. Parmi les cadeaux, le collier offert par Aphrodite est décrit avec une attention particulière. Cadmos et Harmonie ont quatre filles (Autonoé, Agavé, Ino et Sémélé) et un fils (Polydoros). Cadmos accorde la main d'Autonoé à Aristée, réputé comme inventeur ; leur fils Actéon est passionné de chasse. Un jour, Il voit la déesse Artémis alors qu'elle se baigne nue, et il en est puni en étant transformé en cerf, puis dévoré par ses propres chiens. Autonoé et Aristée cherchent Actéon, mais ne retrouvent son cadavre que lorsque le fantôme de leur fils leur apparaît et leur indique où chercher la dépouille d'un cerf. De son côté, Agavé épouse Échion et lui donne pour fils Penthée. Ino épouse Athamas. Sémélé est réservée pour Zeus, alors en deuil après la mort du premier Dionysos, Zagreus, qu'il avait engendré avec Perséphone. Commence un retour en arrière sur l'histoire de Perséphone : tous les dieux sont amoureux d'elle.

### Chant VI: vie et mort de Zagreus, le premier Dionysos
Chant VI.
La déesse Déméter, dérangée par l'attention que porte Zeus à sa fille Perséphone, consulte Astréos, dieu doué pour les prophéties, qui fait l'horoscope de Perséphone et prédit un enlèvement imminent par Zeus. Déméter dissimule Perséphone dans une caverne, mais Zeus se change en serpent pour  l'y retrouver et tous deux engendrent Zagreus. Héra donne l'ordre aux Titans de tuer Zagreus, ce qu'ils font en le démembrant. Zeus courroucé provoque un déluge dans le monde, ce qui cause la détresse des divinités pastorales et des dieux-fleuves.

### Chants VII à XII: naissance et jeunesse de Dionysos

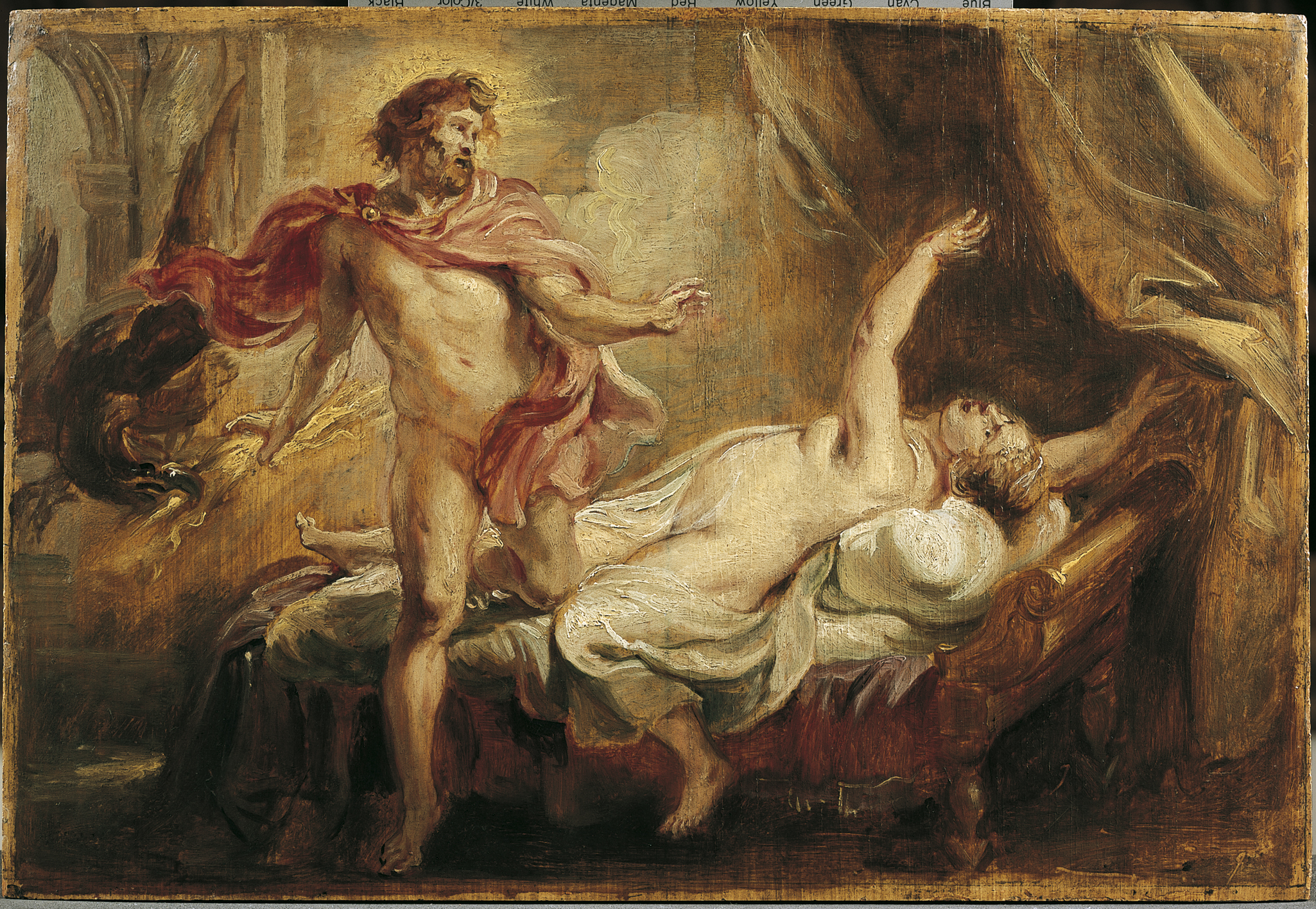
Pierre Paul Rubens, La Mort de Sémél, avant 1640.

Chant VII. La vie sur terre est misérable. Le dieu du temps Éon convainc Zeus de rendre la vie des mortels plus facile. Ce dernier prédit que la naissance du dieu Dionysos changera tout. Éros rend Zeus amoureux de Sémélé. Celle-ci  fait un cauchemar au cours duquel elle périssait foudroyée. On lui recommande de sacrifier à Zeus pour conjurer le présage. Éclaboussée par le sang de la victime au cours de la cérémonie, elle se purifie en se baignant nue dans un cours d'eau où Zeus l'aperçoit et tombe amoureux. Il rejoint Sémélé nuitamment ; le dieu se métamorphose en plusieurs animaux pour séduire Sémélé.
Chant VIII. Sémélé est enceinte de Dionysos. Phtonos, l'Envie, met Héra au courant. La déesse prend la forme d'une vieille femme en qui Sémélé a confiance et lui donne l'idée de demander à voir Zeus armé de toute sa puissance avec son foudre. Lorsqu'elle fait cette demande, il ne peut refuser. La jeune femme périt brûlée vive par les feux du tonnerre. Zeus l'immortalise.
Chant IX. Zeus récupère l'embryon de Dionysos  et le coud dans sa cuisse pour le porter à son terme. Le bébé est confié à Hermès qui l'emmène chez les filles de Lamos, nymphes des cours d'eau. Mais Héra les frappe de folie. Hermès confie alors l'enfant à Ino ; elle lui donne comme préceptrice Mystis, qui lui enseigne les rites des mystères. Héra finit par trouver la cachette de  Dionysos, mais Hermès le confie aux soins de Rhéa. Le jeune dieu grandit dans les montagnes de Libye, où il apprend à chasser et à dominer les bêtes. Ses premiers accomplissements font la fierté de  sa mère Sémélé. Dans l'intervalle, Ino, devenue folle, erre parmi les collines jusqu'à ce qu'Apollon prenne pitié d'elle et lui rende sa santé mentale. La maisonnée d'Ino pleure sa disparition tandis que son époux Athamas se remarie avec Thémisto.
Chant X. Frappée de folie à son tour, Thémisto tue son fils. Athamas, également frappé de folie, tue son fils Léarchos. Ino est de retour au moment où Athamas s'apprête à tuer leur fils Mélicerte, qu'elle sauve en sautant à la mer. Ino devient alors une déesse marine. Cependant, Dionysos atteint l'adolescence et vit en Lydie, entouré d'une cour de satyres. Il tombe amoureux de l'un d'eux, Ampélos (dont le nom signifie « plant de vigne »). Mais sa passion est attristée par la certitude que ce dernier mourra bientôt, destin commun à tous les jeunes gens aimés des dieux. Dionysos et Ampélos rivalisent au cours de nombreuses épreuves sportives où le dieu laisse gagner le satyre.
Chant XI.

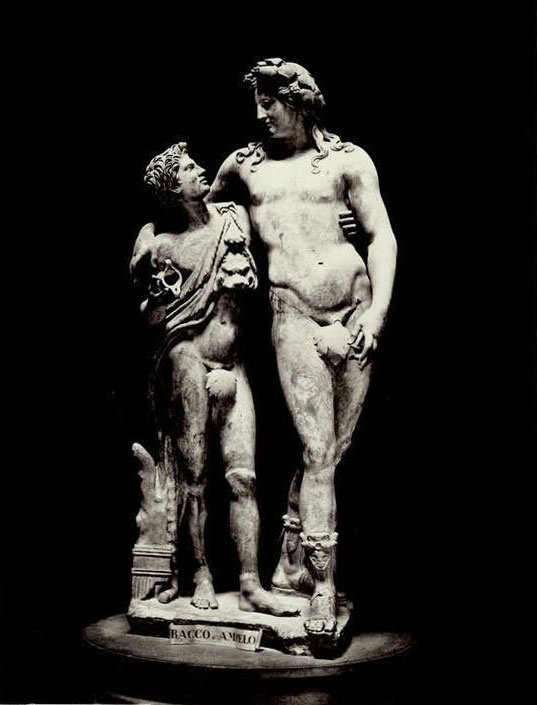
Bacchus et Ampélus, par Giorgio Sommer, 1806 (Florence, Galerie des Offices).

Lors d' un concours de natation, le dieu laisse gagner Ampélos. Celui-ci, ravi de son succès, se travestit en bacchante au cours de la célébration qui suit. Dionysos prévient Ampélos de rester toujours près de lui au cas où une divinité jalouse de leur amour tenterait de le tuer. Un présage apprend à Dionysos qu'Ampélos va mourir et devenir le premier plant de vigne. La déesse de l'illusion, Até, suscite la jalousie chez Ampélos en lui rappelant que les dieux offrent toujours à leurs aimés des présents exceptionnels, par exemple une monture extraordinaire, et elle lui suggère de s'approprier un taureau. Dupé, Ampélos chevauche un taureau et irrite la déesse Séléné en affirmant être un meilleur cavalier qu'elle. Elle envoie un taon piquer l'animal, qui rue et fait  chuter Ampélos avec le crâne brisé. Un satyre apprend à Dionysos la triste nouvelle. Le corps est  apprêté pour les funérailles et Dionysos entonne un long chant de deuil. Éros essaie de le distraire avec l'histoire de Calamos et Carpos, deux jeunes hommes amoureux l'un de l'autre : lors d'un concours de natation, Carpos se noie et Calamos se suicide de chagrin ; Calamos devient les roseaux des rivières et Carpos le fruit de la terre. Dans l'intervalle, les Saisons rendent visite à Hélios.
Chant XII.
L'Automne demande quand la vigne apparaîtra sur Terre pour devenir son attribut personnel. Description des tablettes de Phanès, sur lesquelles tous les oracles du futur sont inscrits. Prédiction de la métamorphose d'Ampélos en vigne. Tandis que Dionysos est toujours en deuil pour Ampélos, ce dernier est transformé en vigne et le dieu fabrique pour la première fois du vin. Dionysos adopte cette boisson comme son attribut et s'affirme supérieur aux autres dieux, car aucun fruit n'est aussi beau ni ne procure tant de plaisir à l'humanité. Une variante est donnée sur les origines du vin : la vigne poussait à l'insu de tous jusqu'à ce que Dionysos aperçoive un serpent en train de sucer le jus des grappes ; le dieu et ses satyres fabriquent les premiers pressoirs, préparent le premier vin et organisent la première fête des vendanges, tous ivres.

### Chants XIII à XXIV: les débuts de la guerre des Indes
Chant XIII.
Zeus envoie Iris à Rhéa pour(ordonner à Dionysos d'aller faire la guerre aux Indiens (les habitants de l'Inde), s'il veut prendre place parmi les dieux de l'Olympe. Rhéa rassemble des troupes pour lui. Catalogue héroïque des troupes, incluant sept contingents de Grèce et sept contingents de régions voisines.
Chant XIV.
Catalogue de troupes semi-divines, également rassemblées par Rhéa. Dionysos et son armée se mettent en marche et ils progressent jusqu'à rencontrer un premier contingent de l'armée des Indes, mené par Astraeis. Héra use de tromperie pour persuader Astraeis de combattre les bacchantes. Les ménades et les satyres massacrent les Indiens jusqu'à ce que Dionysos prenne pitié d'eux et détourne les eaux du lac voisin, l'Astacide. Les Indiens goûtent au vin pour la première fois.
Chant XV.
Les Indiens s'enivrent, s'endorment et sont capturés par les troupes dionysiaques. Histoire de la nymphe vierge Nicaia, qui vit près du lac Astacide, aime la chasse et refuse de se comporter comme une femme. Le berger Hymnos (personnification des chants pastoraux) tombe amoureux d'elle et la courtise. Nicaia refuse ne serait-ce que d'écouter ses chansons ; Hymnos se désespère et finit par demander à la nymphe de le tuer. Nicaia prend sa demande à la lettre et le tue de ses flèches. La nature et les dieux se lamentent sur la mort du berger et réclament vengeance.
Chant XVI.
Éros inspire à Dionysos une folle passion pour Nicaia. Le dieu courtise la nymphe à son tour et lui offre des présents qu'elle dédaigne. Mais quand Nicaia boit à une rivière dont l'eau a été changée en vin par Dionysos, elle s'enivre et s'endort : le dieu la viole en punition du meurtre d'Hymnos. À son réveil, la nymphe tente de retrouver son violeur mais se rend compte qu'elle est enceinte : elle donne naissance à Télétè (l'Initiation personnifiée). Dionysos fonde la cité de Nicaia, au titre de double commémoration de la nymphe éponyme et de la première bataille contre les Indiens.
Chant XVII.
Dionysos voyage vers l'est. Il reçoit l'hospitalité du berger Brongos, aux mœurs campagnardes. En remerciement, il lui donne du vin et lui apprend à cultiver et vendanger les vignes. Astraeis informe Orontès, beau-frère du roi des Indes Dériadès, de la défaite de son armée. Orontès prépare une contre-attaque et harangue ses troupes en leur recommandant de ne pas craindre Dionysos l'efféminé et son armée de femmes. Les Indiens chargent et, au début, semblent l'emporter ; mais Dionysos pousse un cri aussi puissant que celui de neuf mille hommes et les retient. Orontès et Dionysos engagent un combat singulier. Le bout d'un sarment de vigne enroulé sur la poitrine d'Orontès suffit à disloquer son armure. Orontès se plonge sa propre épée dans la poitrine, puis saute dans la rivière voisine, à laquelle il donne son nom. Les troupes bacchiques massacrent les Indiens. Astraeis s'enfuit.
Chant XVIII. 
Dionysos arrive en Assyrie, où le roi Staphylos ("Groupe de grappes"), son épouse Methè ("Ivresse") et leur fils Botrys ("Grappe") l'accueillent dans leur merveilleux palais en une fête où tout le monde est ivre. Pendant la nuit, le dieu rêve que le cruel roi Lycurgue l'attaque comme un lion attaque un cerf. Le lendemain, Staphylos offre à Dionysos des présents splendides et l'encourage à guerroyer. Tandis que Dionysos s'emploie à répandre la vigne partout en Assyrie, Staphylos meurt subitement et son palais s'emplit de cris de deuil. À son retour, Dionysos trouve son ami mort.
Chant XIX.
Dionysos console Methè et Botrys en leur donnant du vin et organise des jeux funèbres en l'honneur de Staphylos, incluant des épreuves de chant et de pantomime.
Chant XX.
La fin des épreuves des jeux met fin au deuil. En rêve, Éris (la Discorde) incite Dionysos à faire la guerre. Methè, Botrys et leur serviteur Pithos ("Jarre à vin") se joignent aux forces dionysiaques. Ils parviennent jusqu'en Arabie, où le roi Lycurgue a été incité par Héra à les affronter. Dans le même temps, Héra trompe Dionysos en lui envoyant un songe qui lui conseille d'aller trouver Lycurgue pacifiquement et sans armes. Lorsque Dionysos agit ainsi, Lycurgue s'en prend à lui et aux Bacchantes armé d'une hache. Dionysos s'échappe en sautant à la mer ; il y est accueilli et consolé par Nérée. Dans sa furie guerrière, Lycurgue s'attaque même à la mer et provoque les dieux.
Chant XXI.

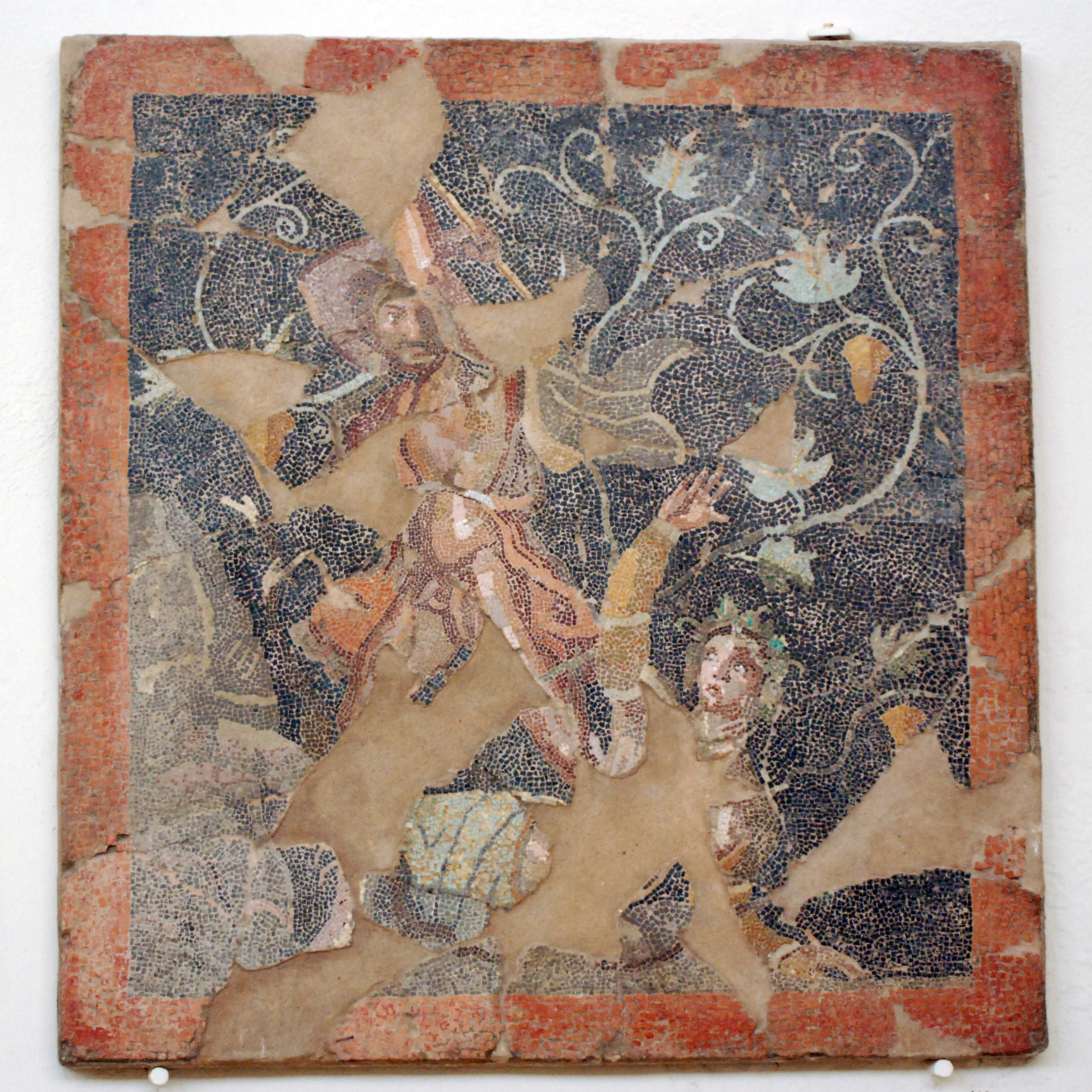
Lycurgue s'apprête à frapper Ambrosie, qui se transforme en pied de vigne, mosaïque grecque de Délos, fin du IIe siècle av. J.-C.

Lycurgue attaque les Bacchantes une seconde fois. Il affronte la nymphe Ambrosia, qui se métamorphose en vigne et enserre Lycurgue jusqu'à l'étouffer tandis que les Bacchantes s'assemblent pour le tuer. Poséidon provoque un séisme, mais Héra sauve provisoirement Lycurgue jusqu'à ce que Zeus le punisse en faisant de lui un aveugle errant. Tandis que Dionysos est toujours l'hôte de Nérée, son armée se décourage. Le satyre Pheresphondos arrive à la cour de Dériadès, roi des Indes, et lui transmet le message de Dionysos : il doit accepter le culte de la vigne ou affronter le dieu à la guerre. Dériadès, fils du dieu-fleuve Hydaspe (l'actuel Jhelum), refuse cette offre de paix. Dionysos rejoint ses troupes et se prépare à la bataille.
Chant XXII.
Les troupes bacchiques arrivent sur les rives du fleuve Hydaspe, où arbres et animaux accueillent Dionysos avec joie. Les Indiens assistent aux prodiges opérés par Dionysos et sont tentés de se rendre, mais Héra dupe leur chef, Thureus. Les Indiens tentent une embuscade, mais une nymphe avertit Dionysos du danger. Au cours de la bataille, Oiagros, Éaque et Érechthée se distinguent par leurs hauts faits.
Chant XXIII.
Dionysos et Éaque affrontent les Indiens dans le fleuve, où la plupart se noient. Mais Héra encourage le dieu-fleuve Hydaspe à noyer les troupes bacchiques. L'armée de Bacchus entreprend la traversée en usant d'étranges moyens. L'Hydaspe entre en courroux car ses eaux sont souillées de sang et de cadavres. Il provoque une inondation pour la noyer. Dionysos met le feu aux rives. La végétation, les poissons et les nymphes du fleuve se trouvent alors en péril. L'Hydaspe demande son aide à Téthys.
Chant XXIV.
Zeus et Héra apaisent la colère des protagonistes. L'Hydaspe met fin à sa crue et Dionysos retire sa torche. L'armée bacchique achève sa traversée du fleuve, pour découvrir que Dériadès a disposé ses troupes sur l'autre rive. Les dieux descendent de l'Olympe pour sauver leurs protégés et l'armée s'installe sur les collines avoisinantes. Thureus apprend au roi Dériadès ce qui s'est passé. La nouvelle de la défaite parvient aux oreilles du peuple des Indiens et son moral se détériore. Dans la forêt, les troupes bacchiques célèbrent leur victoire. Leucos relate l'histoire du concours de tissage entre Aphrodite et Athéna et de la victoire d'Athéna.

### Chants XXV à XL: la dernière année de la guerre des Indes
Chant XXV.
Le poète invoque la Muse dans un second proème (prooimion) marquant le début de la seconde moitié de l'épopée. Il indique qu'à l'instar d'Homère pour la guerre de Troie, il va faire une ellipse sur les premières années de la guerre de Dionysos en Inde : il saute les six premières années de la guerre. Il compare les exploits de Dionysos avec ceux de Persée, de Minos et d'Héraclès et conclut que le dieu a été meilleur que ces héros. Il revient ensuite à son récit principal. Les Ganges, Dériadès et le peuple des Indiens sont terrifiés par les miracles accomplis par les armées bacchiques. Dionysos est en colère car Héra fait tout pour retarder sa victoire. Rhéa envoie Attis apporter à Dionysos un bouclier qui le protègera au combat ; elle lui fait dire qu'il conquerra l'Inde durant la septième année de guerre. Description du bouclier, entouré de constellations et décoré de plusieurs scènes : la fondation de Thèbes ; Ganymède et Zeus ; le mythe lydien de Tylos.
Chant XXVI.
Athéna amène Dériadès à rassembler ses troupes. Catalogue des troupes indiennes : quatorze contingents de la vallée de l'Indus et des parties orientales de l'empire mède. Les descriptions sont riches en matériel ethnographique.
Chant XXVII.
Dériadès exhorte ses troupes à attaquer Dionysos près de l'embouchure de l'Indus. Le dieu dispose ses bataillons et harangue ses troupes. Cependant sur l'Olympe, Zeus encourage Athéna et Apollon à se joindre à leur frère et parle aux dieux soutenant le camp indien (Héra et Héphaïstos).
Chant XXVIII.
La bataille fait rage. Exploits de Phaleneus, Dexiochos et Clytios, de Corymbasos. Morts étranges au combat. Exploits des Cyclopes et des Corybantes.
Chants XXIX.
Exploits de l'aimé de Dionysos, Hyménaios, blessé par une flèche indienne, puis guéri par Dionysos. Exploits des troupes dionysiaques, en particulier Aristée, les Cabires et les Corybantes. Offensives des Bacchantes, blessées par les Indiens et guéries par Dionysos. Le combat s'arrête provisoirement à la tombée de la nuit. Rhéa envoie à Arès un rêve trompeur : il devrait quitter le champ de bataille car Héphaïstos est sur le point de rejoindre son épouse Aphrodite. Arès, amoureux de la déesse, quitte les lieux immédiatement.
Chant XXX.
Exploits de Morrheus, beau-fils de Dériadès. Tectaphos est tué par Eurymédon. Héra encourage Dériadès à combattre et Dionysos est sur le point de prendre la fuite quand Athéna l'arrête. Dionysos, de retour au combat, massacre les troupes indiennes.
Chant XXXI.
Héra va trouver Perséphone et la persuade de lui laisser s'approprier temporairement les services d'une des Furies, Mégère, à qui elle donne l'ordre de frapper de folie Dionysos. Héra envoie aussi Iris trouver Hypnos (dieu du Sommeil) pour le persuader d'endormir Zeus, en lui promettant la main de Pasithéa, l'une des Charites, pour ce service. Héra emprunte la ceinture d'Aphrodite pour séduire Zeus.
Chant XXXII.

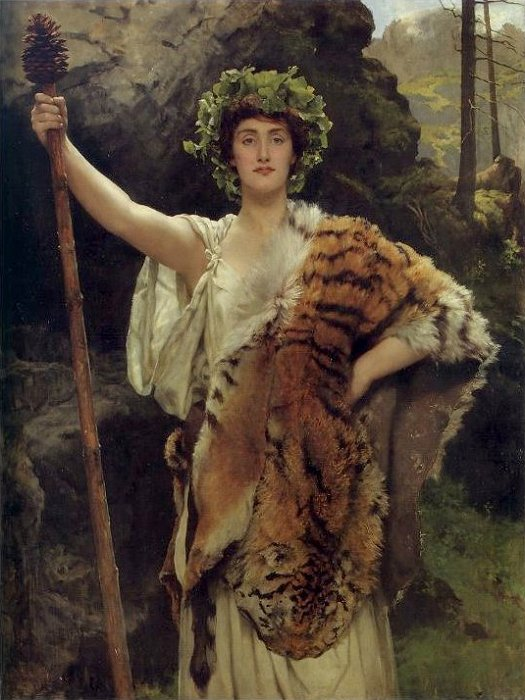
John Collier, La Prêtresse de Bacchus, 1885-1889.

Héra séduit Zeus grâce à la ceinture ; ils font l'amour et pendant que Zeus est endormi, Mégère frappe Dionysos de folie. En l'absence du dieu, Dériadès et Morrheus mettent en déroute l'armée bacchique. Les Bacchantes sont prises de panique.
Chant XXXIII.
L'une des Grâces apprend à Aphrodite la folie de Dionysos, et aussi le fait que Morrheus poursuit la Bacchante Chalcomède. Aphrodite envoie Aglaia chercher Éros, occupé à jouer au cottabe avec Hyménaios. En échange d'une couronne faite par Héphaïstos, Éros accepte de rendre Morrheus amoureux de Chalcomède. Morrheus se désintéresse alors de la bataille et poursuit la Bacchante, qui lui fait croire à la  réciprocité de ses sentiments. Le désir de Morrheus est de plus en plus pressant, et Chalcomède craint pour sa virginité, mais Thétis la rassure et lui indique qu'un serpent la protègera.
Chant XXXIV.
Visité par un songe trompeur venu de la porte d'ivoire, Morrheus erre comme une âme en peine  ; son serviteur Hyssacos le réconforte. Il  attaque les Bacchantes et fait plusieurs captives pour le compte de Dériadès, qui les envoie à la torture et à la mort. Chalcomède entraîne Morrheus loin du combat. Dériadès attire les Bacchantes à l'intérieur des murs de la cité.
Chant XXXV.
Les Indiens massacrent les Bacchantes dans la cité. Chalcomède éloigne toujours plus Morrheus du combat en lui faisant croire qu'elle est amoureuse de lui. Au moment où il s'apprête à la violer, un serpent l'attaque. Pendant ce temps, Hermès aide les Bacchantes à quitter la cité. Zeus se réveille et force Héra à soigner la folie de Dionysos en lui donnant le sein (signe d'adoption) et en l'enduisant d'ambroisie. Dionysos peut ensuite rejoindre ses troupes.
Chant XXXVI.
Sur l'Olympe, confrontation entre les divinités pro-Dionysos et les dieux pro-Indiens. Athéna vainc Arès, Héra vainc Artémis, Apollon fait face à Poséidon, mais Hermès les réconcilie. Sur terre, le roi des Indes Dériadès harangue ses troupes, puis lance une charge avec ses éléphants. Après des carnages, Dériadès et Dionysos s'affrontent en combat singulier. Le dieu esquive son adversaire en se métamorphosant diversement, puis l'emprisonne dans les vrilles d'une vigne avant de le relâcher. Dionysos ordonne aux Rhadamanes de lui construire une flotte. Dériadès préside l'assemblée des Indiens et harangue ses troupes en vue d'une bataille navale. Les deux armées concluent une trêve le temps d'enterrer les morts.
Chant XXXVII.
Dionysos élève un bûcher pour Opheltès, héros de son armée tué par Dériadès. Il organise des jeux funèbres comprenant de nombreuses épreuves, dont une course de chars, un pugilat, une lutte, une course à pied, un lancer de disque, du tir à l'arc et du lancer de javelot.
Chant XXXVIII.
Deux présages annoncent la victoire de Dionysos. Le premier est une éclipse de soleil, interprétée favorablement par le devin Idmon. Le second est un combat entre un aigle et un serpent, l'aigle finissant par jeter le serpent dans le fleuve : c'est Hermès lui-même qui en donne l'interprétation en comparant l'aigle à Dionysos et le serpent à Dériadès. Hermès raconte en détail l'histoire de Phaéton, de ses origines jusqu'à sa mort et à son catastérisme.
Chant XXXIX.
La nouvelle flotte de Dionysos est prête : la bataille navale s'engage. Dériadès et Dionysos haranguent leurs troupes. Éaque et Érechthée en appellent à l'aide des dieux. Descriptions de carnage. Les Indiens sont finalement mis en fuite par un navire incendiaire lancé dans leurs lignes. Dériadès s'enfuit.
Chant XL.
Dériadès revient au combat. Il doit affronter Dionysos, qui le blesse légèrement avec son thyrse puis le force à sauter dans le fleuve Hydaspe, ce qui marque la fin de la guerre. Orsiboè,épouse de Dériadès, et leurs enfants Cheirobiè et Protonoé, prennent le deuil. Dionysos organise les funérailles des morts, célèbre sa victoire et distribue le butin. Modaios est nommé gouverneur de l'Inde. Dionysos voyage jusqu'à Tyr où il admire la cité et écoute l'histoire de sa fondation par Héraclès.

### Chants XLI à XLVII: victoires et amours de Dionysos
Chant XLI.

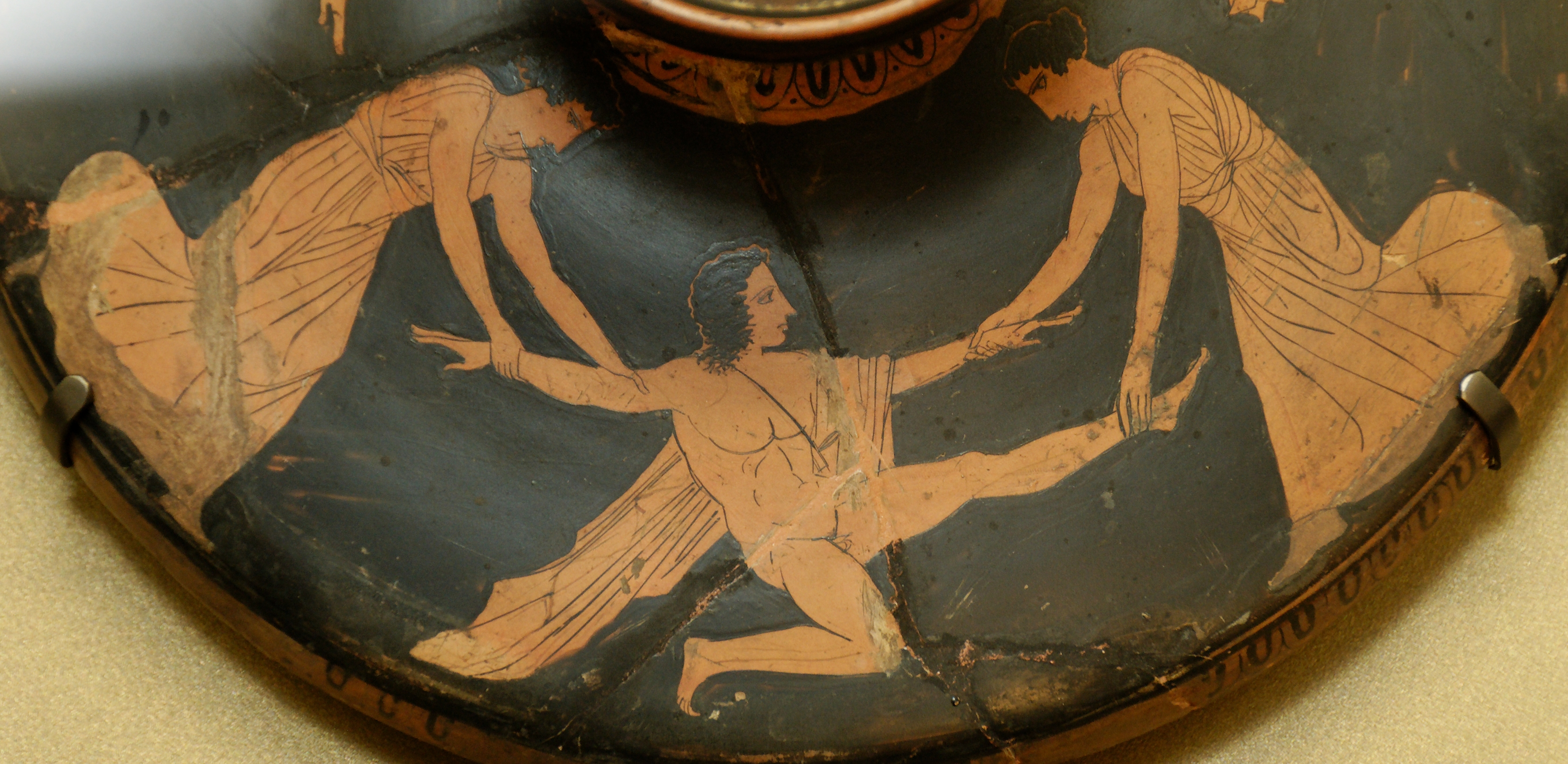
Penthée mis en pièces par Ino et Agavé, couvercle de lékanis, v. 450-425 av. J.-C., musée du Louvre

Histoire mythique de la ville de Béroé (actuelle Beyrouth). Histoire de la nymphe Béroé fille d'Aphrodite : sa naissance, son éducation. Aphrodite va trouver Harmonie pour connaître le destin de Béroé ; Harmonie prophétise la future prospérité de la ville sous l'empire romain dirigé par Auguste.
Chant XLII.
Dionysos et Poséidon tombent tous les deux amoureux de Béroé. Dionysos la poursuit à travers la forêt ; il y croise Pan, puis courtise la nymphe en lui faisant la démonstration de ses pouvoirs. Dionysos et Poséidon décident de s'affronter pour la main de la jeune femme.
Chant XLIII.
L'armée de divinités marines de Poséidon et celle de Dionysos s'affrontent. Zeus accorde la main de Béroé à Poséidon, qui console Dionysos.
Chant XLIV.
Dionysos, de retour en Grèce, arrive à Thèbes. Le roi Penthée refuse de le reconnaître comme une divinité et le fait arrêter. Les Furies attaquent le palais de Penthée. Agavé et ses sœurs sont prises de folie.
Chant XLV.
Tirésias et Cadmos tentent d'apaiser le dieu, mais Penthée attaque Dionysos. Dionysos rappelle à ce dernier l'histoire des pirates tyrrhéniens qui l'avaient capturé en le prenant pour un mortel et qu'il a changés en dauphins. Penthée emprisonne Dionysos, mais le dieu détruit le palais et s'échappe.
Chant XLVI.
Dionysos recours à la ruse pour persuader Penthée d'observer sa mère et ses sœurs pendant leur accès de folie. Mais elles l'aperçoivent et le tuent.
Chant XLVII.
Le thiase de Dionysos arrive à Athènes et la cité se réjouit. Le dieu enseigne la viticulture à Icarios, qui distribue des plants de vigne à ses voisins. Ceux-ci, une fois ivres, tuent Icarios. La fille d'Icarios, Érigone, pressent en rêve la mort de son père et vient lui rendre visite, pour ne trouver que son cadavre. Elle se pend, mais Zeus la change en constellation. Ariane se lamente après avoir été abandonnée par Thésée : Dionysos la séduit et l'épouse. Arrivé à Argos, pour punir les femmes de la cité qui refusent de pratiquer ses rites, Dionysos les conduit à tuer leurs enfants. Héra incite Persée à attaquer les Bacchantes ; il change Ariane en pierre, puis les Argiens, à l'intercession d'Hermès, acceptent les rites dionysiaques.

### Chant XLVIII: union avec Aura et naissance de Iacchos, le troisième Dionysos
Chant XLVIII.
Héra prie Gaia d'éveiller ses fils, les Géants, qui combattent Dionysos, mais sont massacrés. Dionysos combat à la lutte la fille du roi Sithon afin de l'épouser et, après sa victoire, tue le roi. Dionysos se rend ensuite en Asie Mineure où il rencontre la nymphe Aura. Aura rivalise avec Artémis dans un concours de beauté ; Artémis, de dépit, charge Némésis de rendre Dionysos amoureux d'Aura. Ariane apparaît en rêve à Dionysos et se plaint qu'il l'ait oubliée. Dionysos viole Aura pendant son sommeil ; à son réveil, elle massacre troupeaux et bergers, puis détruit un sanctuaire d'Aphrodite. Artémis se moque d'Aura, enceinte, tandis que Nicaia l'aide à accoucher de jumeaux qui donnent leur nom au mont Dindymon. Aura veut donner les enfants à dévorer à un lion, mais ils sont sauvés. Aura est métamorphosée en source. L'un des enfants, Iacchos, est confié à Athéna. La couronne d'Ariane est changée en constellation. Dionysos est enfin accueilli sur l'Olympe.

## Style
Tout en reprenant l’hexamètre dactylique, vers classique de l’épopée homérique, Nonnos obéit aux règles de versification édictées par le poète Callimaque de Cyrène (IIIe siècle av. J.-C.). En outre, il s’appuie sur la prononciation contemporaine du grec : l’accent d’intensité s’est substitué à l’accent de hauteur.
Comme Quintus de Smyrne dans sa Suite d'Homère, Nonnos n’hésite pas à introduire des vers, voire des épisodes entiers plusieurs fois dans son œuvre. De même, il se plaît à varier les motifs et les styles, se justifiant par la nature protéiforme du dieu qu’il chante : s’adressant aux Muses en préambule, il s’exclame : « Faites surgir pour moi Protée aux cent visages : qu’il se révèle dans la diversité de ses aspects, car divers est l’hymne que j’entonne. »

#### Éditions
Consulter la liste des éditions de cette œuvre 
- Les Dionysiaques, ou les voyages, les amours et les conquêtes de Bacchus aux Indes, par Claude Boitet de Frauville, 1625. Sur GoogleBooks

#### Études
- Pierre Chuvin, Mythologie et géographie dionysiaques : recherches sur l'œuvre de Nonnos de Panopolis (coll. Vates, 2), préf. d'Ernest Will, Clermont-Ferrand, Adosa, 1992, 366 p.  (ISBN 2-86639-116-0)
- Pierre Chuvin, « Mythologie et géographie dionysiaque. Recherches sur l’œuvre de Nonnos de Panopolis », dans Gnomon no 68 (1996), p. 295-299.
- Hélène Frangoulis, Du roman à l’épopée. Influence du roman grec sur les Dionysiaques de Nonnos de Panopolis, Besançon, Presses universitaires de Franche-Comté, 2014.  (ISBN 9782848674834)
- Vincent Giraudet, « Les Dionysiaques de Nonnos de Panopolis : un poème sous le signe de Protée », dans Bulletin de l'association Guillaume Budé no 2 (2005), p. 75-98.
- Suzanne Saïd, Monique Trédé et Alain Le Boulluec, Histoire de la littérature grecque, Paris, Presses universitaires de France, coll. « Premier Cycle », 1997 (ISBN 2130482333 et 978-2130482338).